# IC 2089
IC 2089 је спирална галаксија у сазвјежђу Трпеза која се налази на листи објеката дубоког неба у Индекс каталогу.
Деклинација објекта је - 75° 32' 25" а ректасцензија 4h 32m 50,6s. Привидна величина (магнитуда) објекта IC 2089 износи 14,5 а фотографска магнитуда 15,1. IC 2089 је још познат и под ознакама ESO 32-15, PGC 15487.